# Agelanthus
Agelanthus, biljni rod iz porodice ljepkovki raširen po afričkom kontinentu. Pripada mu blizu 60 vrsta grmova, uglavnom od pola metra pa do dva metra visine.

## Vrste
1. Agelanthus atrocoronatus Polhill & Wiens
2. Agelanthus bipartitus Balle ex Polhill & Wiens
3. Agelanthus brunneus (Engl.) Tiegh.
4. Agelanthus combreticola (Lebrun & L.Touss.) Polhill & Wiens
5. Agelanthus copaiferae (Sprague) Polhill & Wiens
6. Agelanthus crassifolius (Wiens) Polhill & Wiens
7. Agelanthus deltae (Baker & Sprague) Polhill & Wiens
8. Agelanthus dichrous (Danser) Polhill & Wiens
9. Agelanthus discolor (Schinz) Balle
10. Agelanthus djurensis (Engl.) Polhill & Wiens
11. Agelanthus dodoneifolius (DC.) Polhill & Wiens
12. Agelanthus elegantulus (Engl.) Polhill & Wiens
13. Agelanthus entebbensis (Sprague) Polhill & Wiens
14. Agelanthus falcifolius (Sprague) Polhill & Wiens
15. Agelanthus flammeus Polhill & Wiens
16. Agelanthus fuellebornii (Engl.) Polhill & Wiens
17. Agelanthus gilgii (Engl.) Tiegh.
18. Agelanthus glaucoviridis (Engl.) Polhill & Wiens
19. Agelanthus glomeratus (Danser) Polhill & Wiens
20. Agelanthus gracilis (Toelken & Wiens) Polhill & Wiens
21. Agelanthus guineensis Polhill & Wiens
22. Agelanthus henriquesii (Engl.) Tiegh.
23. Agelanthus heteromorphus (A.Rich.) Polhill & Wiens
24. Agelanthus igneus (Danser) Polhill & Wiens
25. Agelanthus irangensis (Engl.) Polhill & Wiens
26. Agelanthus kayseri (Engl.) Polhill & Wiens
27. Agelanthus keilii (Engl. & K.Krause) Polhill & Wiens
28. Agelanthus krausei (Engl.) Polhill & Wiens
29. Agelanthus kraussianus (Meisn.) Polhill & Wiens
30. Agelanthus lancifolius Polhill & Wiens
31. Agelanthus longipes (Baker & Sprague) Polhill & Wiens
32. Agelanthus lugardii (N.E.Br.) Polhill & Wiens
33. Agelanthus microphyllus Polhill & Wiens
34. Agelanthus molleri (Engl.) Polhill & Wiens
35. Agelanthus musozensis (Rendle) Polhill & Wiens
36. Agelanthus myrsinifolius (Engl. & K.Krause) Polhill & Wiens
37. Agelanthus natalitius (Meisn.) Polhill & Wiens
38. Agelanthus nyasicus (Baker & Sprague) Polhill & Wiens
39. Agelanthus oehleri (Engl.) Polhill & Wiens
40. Agelanthus pennatulus (Sprague) Polhill & Wiens
41. Agelanthus pilosus Polhill & Wiens
42. Agelanthus polygonifolius (Engl.) Polhill & Wiens
43. Agelanthus prunifolius (E.Mey. ex Harv.) Polhill & Wiens
44. Agelanthus pungu (De Wild.) Polhill & Wiens
45. Agelanthus rondensis (Engl.) Polhill & Wiens
46. Agelanthus sambesiacus (Engl. & Schinz) Polhill & Wiens
47. Agelanthus sansibarensis (Engl.) Polhill & Wiens
48. Agelanthus schweinfurthii (Engl.) Polhill & Wiens
49. Agelanthus songeensis Balle ex Polhill & Wiens
50. Agelanthus subulatus (Engl.) Polhill & Wiens
51. Agelanthus tanganyikae (Engl.) Polhill & Wiens
52. Agelanthus terminaliae (Engl. & Gilg) Polhill & Wiens
53. Agelanthus toroensis (Sprague) Polhill & Wiens
54. Agelanthus transvaalensis (Sprague) Polhill & Wiens
55. Agelanthus uhehensis (Engl.) Polhill & Wiens
56. Agelanthus unyorensis (Sprague) Polhill & Wiens
57. Agelanthus validus Polhill & Wiens
58. Agelanthus villosiflorus (Engl.) Polhill & Wiens
59. Agelanthus zizyphifolius (Engl.) Polhill & Wiens

## Sinonimi
- Acranthemum Tiegh.
- Dentimetula Tiegh.
- Schimperina Tiegh.